# Ernest Henry
Ernest Henry (Nueva Gales del Sur, Australia, 13 de mayo de 1904-Port Macquarie, 3 de junio de 1998) fue un nadador australiano especializado en pruebas de estilo libre, donde consiguió ser subcampeón olímpico en 1924 en los 4x200 metros.

## Carrera deportiva
En los Juegos Olímpicos de París 1924 ganó la medalla de plata en los relevos de 4x200 metros estilo libre, con un tiempo 10:02.2 segundos), tras Estados Unidos (oro) y por delante de Suecia (bronce); sus compañeros de equipo fueron los nadadores: Frank Beaurepaire, Boy Charlton, Moss Christie y Ivan Stedman.